# The Blow Monkeys
The Blow Monkeys (in Italia, dove l'articolo determinativo inglese «the» cade regolarmente nei nomi delle band anglosassoni, semplicemente Blow Monkeys) sono un gruppo musicale britannico, noto soprattutto negli anni ottanta, il cui stile rientra genericamente nella categoria del cosiddetto «sophisti-pop» (contrazione di «sophisticated pop», "pop sofisticato" - cfr. per esempio, la band coeva dei Dead or Alive, il cui primo album s'intitolava appunto Sophisticated Boom Boom), che ha iniziato, nel 1984, come band new wave, trasformandosi in séguito in un act pop rock / funky fabbrica-successi, per poi diventare, infine, un gruppo dance d'avanguardia, acclamato dai fans e dalla critica, ma dagli scarsi risultati commerciali (tranne la Numero 7 britannica Wait, duetto con la diva della house di Chicago, Kym Mazelle, brano uscito poco prima di sciogliersi e a cui si fa idealmente risalire la nascita del cosiddetto sottogenere poi denominato «UK garage»). Scioltisi all'inizio degli anni novanta (quando ha avuto inizio la carriera solista del leader, Dr. Robert), si sono riformati alla fine del 2007, sulla scia di una doppia raccolta di successi, con l'obiettivo di registrare un nuovo disco e l'intenzione di realizzare un tour promozionale, nel corso del 2008.

## Storia
Guidàti dal cantante, compositore, chitarrista e pianista Dr. Robert (pseudonimo di Bruce Robert Howard, nato il 2 maggio 1961, a Haddington, East Lothian, Scozia), i Blow Monkeys si sono formati nel 1981, quando Dr. Robert fece ritorno nel Regno Unito, dopo aver trascorso la sua adolescenza in Australia. Gli altri membri erano Mick Anker al basso, Neville Henry al sassofono (28 ottobre 1959), e Tony Kiley alla batteria. Il gruppo prende il suo bizzarro nome da un termine offensivo gergale, utilizzato in Australia, con cui ci si riferisce agli aborigeni australiani che suonano il cosiddetto didgeridoo.
Nel 1984, i quattro pubblicano l'album di debutto, intitolato Limping for a Generation, un lavoro piuttosto interessante, costituito da un omogeneo amalgama di suoni new wave, tendenti a un pop rock con sfumature dark (definito dallo stesso cantante come glam / jazz / punk), ma il primo grande successo arriverà soltanto due anni dopo, nel 1986, con il singolo Digging Your Scene (Numero 12 nel Regno Unito, Top 10 nel resto dell'Europa e nella classifica dance americana), tratto dal secondo album, Animal Magic. La canzone si fa notare per il suo delicato stile pop-soul e un testo orientato allo scottante argomento dell'AIDS, per il quale, all'epoca, venivano accusati soprattutto i gay. Il pezzo è arrivato fino al Numero 14 nella classifica USA dei Billboard Hot 100, e al Numero 7 della relativa hit parade statunitense degli Hot Dance Club Play, raggiungendo inoltre il Numero 25 in Germania. Una curiosità: la band newyorkese degli Ivy ha realizzato una cover di Digging Your Scene, inserendola come bonus track sull'album del 2001, Long Distance, e come traccia regolare nel lavoro del 2002, Guestroom.
Nel gennaio del 1987, esce il terzo LP della band, dal programmatico titolo di She Was Only a Grocer's Daughter («non era che la figlia di un droghiere»), un vero e proprio concept album, che si scaglia, dalla prima all'ultima traccia, contro la politica di destra dell'allora Primo ministro del Regno Unito, Margaret Thatcher, la cosiddetta "Lady di ferro" (dall'inglese: «Iron Lady»). Il 33 giri otterrà un grandissimo successo, arrivando al Numero 20 della hit parade (l'unico album dei Blow Monkeys ad essere mai entrato in classifica in Gran Bretagna, raccolte escluse). Anche i quattro singoli estratti entreranno tutti nelle charts, segnando un altro record personale, mentre un ulteriore importante primato verrà raggiunto con la pubblicazione del primissimo dei quattro singoli, la celebre It Doesn't Have to Be This Way, che, salendo fino al Numero 5 della classifica britannica dei singoli, diventerà il più grande successo in formato 45 per la band. La canzone, costituita da un pop funky con forti accenti dance, non riuscirà ad entrare nelle classifiche americane, dove anche il long playing non andrà oltre il Numero 134, ma verrà però inserita nella colonna sonora del film Scuola di polizia 4 - Cittadini in... guardia e in una scena del film Scuola di ladri - Parte seconda di Neri Parenti con Massimo Boldi e Paolo Villaggio.
Un altro brano degno di nota, anche questo incluso in un celebre soundtrack, è rappresentato da You Don't Own Me, utilizzato per il film Dirty Dancing (Balli proibiti), con l'attore e ballerino Patrick Swayze. La relativa compilation ha conquistato il disco di platino per le vendite e il pezzo dei Blow Monkeys è probabilmente quello per cui il gruppo è maggiormente conosciuto in America.
Al di fuori della band, anche se inserito sul loro quarto album, Whoops! There Goes the Neighbourhood, un singolo di grandissimo successo è stato il pezzo intitolato Wait, un duetto accreditato al solo Robert Howard (il vero nome di Dr. Robert) con Kym Mazelle, la diva della cosiddetta Chicago house. La traccia è considerata uno dei primi esempi del sottogenere musicale noto come «UK garage». Wait raggiunge il Numero 7 nella classifica inglese dei singoli, e verrà inserita, l'anno dopo, nel primo greatest hits dei Blow Monkeys, Choices - The Singles Collection.
Il gruppo si scioglie alla fine del 1990, dopo aver completato la propria svolta dance, con la pubblicazione del quinto ed ultimo album, Springtime for the World, e dell'omonimo EP, contenente i tre singoli estratti dal 33, riuniti in una sola sede. Dopo una breve parentesi con Dee C. Lee, con la quale Dr. Robert incide con il nome di Slam Slam, l'ex leader s'imbarca in una carriera solista che continua tuttora. L'artista ha contribuito all'album di debutto del marito della Lee, il famosissimo Paul Weller, ex Jam e Style Council, co-componendo altro materiale, sia con Weller che con la Lee.
Alla fine del 2007, i quattro membri originari dei Blow Monkeys si riuniscono, allo scopo di pubblicare un nuovo album e di effettuare una tournée durante il 2008. Nel frattempo, è uscita una nuova doppia raccolta, intitolata Digging Your Scene - The Best of The Blow Monkeys, che ripropone tutto il meglio del repertorio della band, tra singoli e tracce importanti, senza però nessun inedito, vista l'imminente uscita di nuovo materiale.

## Discografia
Album in studio
- 1984 - Limping for a Generation
- 1986 - Animal Magic
- 1987 - She Was Only a Grocer's Daughter
- 1989 - Whoops! There Goes the Neighbourhood
- 1990 - Springtime for the World
- 2008 - Devil's Tavern
- 2011 - Staring at the Sea
- 2013 - Feels Like a New Morning
- 2015 - If Not Now, When?
- 2017 - The Wild River
- 2021 - Journey To You

Raccolte
- 1989 - Choices - The Singles Collection
- 1997 - Blow Monkeys The Masters
- 1999 - Atomic Lullabies - Very Best of The Blow Monkeys
- 2008 - Digging Your Scene - The Best of The Blow Monkeys

EP
- 1990 - Springtime for the World

Singoli
- 1982 - Live Today Love Tomorrow / In Cold Blood
- 1984 - Go Public
- 1984 - Man from Russia
- 1984 - Atomic Lullaby
- 1985 - Wildflower
- 1985 - Forbidden Fruit
- 1986 - Digging Your Scene
- 1986 - Wicked Ways
- 1986 - Don't Be Scared of Me
- 1987 - It Doesn't Have to Be This Way
- 1987 - Out with Her
- 1987 - Celebrate (The Day After You) con Curtis Mayfield
- 1987 - Some Kind of Wonderful
- 1988 - This Is Your Life '88
- 1988 - It Pays to Belong
- 1989 - Wait Robert Howard & Kym Mazelle
- 1989 - This Is Your Life
- 1989 - Choice? feat. Sylvia Tella
- 1989 - Slaves No More feat. Sylvia Tella
- 1990 - Springtime for the World
- 1990 - La Passionara (Remix)
- 1990 - If You Love Somebody (Remix)